# Mount Dana
Mount Dana je druhá nejvyšší hora Yosemitského národního parku
a severně od této hory se v pohoří Sierra Nevada nenachází vyšší vrchol. Mount Dana leží ve střední části Sierry Nevady, na východní hranici Yosemitského národního parku, v Tuolumne County, na východě střední Kalifornie.
S nadmořskou výškou 3 982 m náleží k nejvyšší horám v Kalifornii s prominencí vyšší než 500 m.
Hora je pojmenovaná po Jamesi D. Danovi, profesorovi geologie na Yaleově univerzitě.

## Geografie
Mount Dana se nachází jižně od průsmyku Tioga Pass. Západně leží oblast Tuolumne Meadows a pohoří Cathedral Range, jižně leží hory Mount Lyell a Mount Ritter a pohoří Ritter Range, necelých 15 km severovýchodně pak jezero Mono Lake.